# Сухоносівка (річка)
Сухоносівка, Ільма — річка в Україні, у Сумському районі Сумської області. Права притока Сумки (басейн Дніпра).

## Опис
Довжина річки приблизно 14 км.

## Розташування
Бере початок у Великих Вільмах. Тече переважно на північний схід через Никонці і в Косівщині впадає у річку Сумку, праву притоку Псла. 
Населені пункти вздовж берегової смуги: Журавлине, Сад.